# Mary Prijot
Mary W.A. Prijot (Duddeston, 6 april 1917 – Antwerpen, 24 juli 1998 ) was een Belgische kunstenares (schilderkunst) van Engelse afkomst, en oprichtster van de afdeling modeontwerp en theaterkostuum van de Koninklijke Academie voor Schone Kunsten, Antwerpen in 1963. Zij legde de fundamenten van het modeonderwijs gebaseerd op tekenen en kostuumgeschiedenis, en gaf les aan een generatie studenten die later de Belgische mode op de kaart zouden zetten, waaronder de Zes van Antwerpen en Martin Margiela. Haar gedisciplineerde werkethos en geëmancipeerde, moderne persoonlijke stijl leverde haar de bijnaam ‘Chanel van Antwerpen’ op.
“Voor mij bestaat er nog niet zoiets als Belgische mode. Ze is te jong, ze is nog geen tien jaar in ontwikkeling. Maar dat wil niet zeggen dat ze geen toekomst heeft. Integendeel!”
“Ik sta op het absolute belang van tekenen in modeontwerp. Het is onze taal, de taal van de ontwerper. Met een tekening kan je naar Japan gaan zonder de taal te spreken. Kunnen tekenen betekent ook dat je kan zoeken naar proporties, beweging, het evenwicht van een kledingstuk. En tekenen is leren kijken. Kijken, dat is ons beroep.”

## Biografie
Mary Prijot werd geboren in het Engelse Duddeston, als kind van een Engelse moeder en Luikse vader. Ze verhuisde op zesjarige leeftijd naar Antwerpen. Op achtjarige leeftijd gaf zij haar eerste pianorecital, en ze studeerde later piano aan het Belgisch conservatorium, waarvan zij afstudeerde in 1936. Als pianiste ontwierp ze reeds haar eigen showkostuums. Op tweeëntwintigjarige leeftijd moest zij stoppen met spelen vanwege polyneuritis in de pols.
In 1945 sloot ze zich vrijwillig aan bij de Welfare service van het Belgische leger om te dienen naast haar vriendin de prinses Antoinette de Ligne.
Van 1960-63 was zij verbonden aan de kunstgalerie Dorekens, gelegen op de Kipdorpvest 41, Antwerpen, waar zij deelnam aan groepsexposities en eigen retrospectieves hield.
Zij richtte de mode- en theaterkostuum opleiding op aan de Koninklijke Academie voor Schone Kunsten Antwerpen, waar zij tot 1982 les gaf. Zij behaalde verschillende ridderlijke titels en onderscheidingen. Zij overleed in Antwerpen in 1998.

## Studies
- Collège Musical Belge, 1936, piano
- KASK Antwerpen, afdeling schilderkunst (1957- 1962)
- NHISK Antwerpen
- Lycée Technique des Arts Appliqués, Parijs
- Académie de la Grande Chaumière, Parijs
- Kölner Werkschûle, Keulen

## Carrière en Werk

### Kunstcarrière 1960-63
Prijot’s stijl evolueerde van een moderne, figuratieve stijl “met rijke en geraffineerde materialen” naar meer abstracte expressie, vaak met een residu van organische vormen, zoals te zien in haar vroege werken.
In 1961 beschrijft de Gazet van Antwerpen haar stijl als “abstrakt expressionisme met figuratieve herinneringen”. De krant Het Volk schrijft “ Mary Prijot markeert zich meer en meer in haar eigen wereld van warme gouden en bruine materietoepassingen.” De Antwerpsche Gids ziet haar expositie in Galerie Dorekens in 1961 als een keerpunt tussen haar figuratieve en abstracte fase, waarin ze zich losmaakt van andere schilders zoals Octave Landuyt en met een meer beheerste stijl en donkerder palet schildert.
Zij neemt deel aan groepstentoonstellingen en heeft eigen exposities in Stuttgart, Parijs, Antwerpen, Nederland.

### Hoofd Modeopleiding KASK Antwerpen (1963 - 1988)

#### Beginjaren
Op 2 maart 1962 werd bij Koninklijk Besluit, de modeopleiding Mode- en Siertekenen opgericht als onderdeel grafische kunsten op de Koninklijke Academie voor Schone Kunsten Antwerpen. Dit kaderde in de onderwijsfilosofie van toenmalig directeur Mark Macken, die de toegepaste kunsten, die aan belang wonnen in de naoorlogse periode, naar de academie wilde brengen. Hij wilde mode niet zozeer als kunst voorstellen maar zag ruimte voor mode als onderdeel van de kunsten. In een interview met de toenmalige BRTN zei hij hierover: “Mode is zo nauw verbonden met de kunst van zijn tijd dat er geen breuk mogelijk is met de kunst. Wanneer we spreken van kunstintegratie, van integratie mens en kunst, dan is mode een van de factoren die de brug maakt. Wij kleden ons, en iedereen is gevoelig aan dit beeld. Er is niets dat zo zijn tijd weerspiegelt als de mode. Het gevaar bestaat dat grote kunst mode wordt, maar daar zal een modeklas op de academie niets aan veranderen.”
Een professor van de academie raadde Prijot aan om te postuleren voor de rol van opleidingshoofd en ze kreeg de job. Omdat ze zelf geen modeopleiding had genoten, trok ze naar Keulen en Parijs ter voorbereiding. In Parijs volgde ze drie maanden les aan de “Ecole technique des arts appliqués”, waar ze modelessen volgde en ook tekenlessen naar naakt model. Hierover zei ze: “Het is onontbeerlijk goed te kunnen tekenen. Het naakt, het lichaam, is het lichaam dat we moeten aankleden.”
In Keulen aan de Werkschüle lag de nadruk op het ontwerpen van toneelkostuum, lessen in patronage en historisch kostuum.
De eerste jaren bestond de mode- en toneelkostuumopleiding uit een avondopleiding modetekenen, maar dit evolueerde al snel naar een volwaardige dagopleiding vanaf 1965. Vanaf 1967 werden de modetekeningen ook uitgevoerd als materiële ontwerpen. Tekenen was het fundament waarop de opleiding door Prijot werd gebouwd: “Ik dacht, modetekenen, wat doen we daar nu mee in België? Laten we daar maar modeontwerpen van maken want ik wist dat we een grote textiel industrie hadden. Dus ik ging kijken in het buitenland hoe modescholen daar georganiseerd waren. In Parijs heb ik mijn ogen en oren uitgekeken. Lettertekenen, patronen maken, modelleren, draperen.”
De studenten moesten behalve silhouetten ook kapsels, textiel, parfum flacons en accessoires tekenen, waarbij zowel hun technische tekenvaardigheid werd aangescherpt als hun creativiteit. Prijot’s doel was de Belgische studenten de nodige tools geven om in de Belgische textielindustrie aan de slag te gaan. In een interview met BRTN zegt ze: “De lijn wordt gecreëerd in Parijs, Londen en New York." Ze organiseerde met haar studenten studiereizen naar Londen en Parijs in de jaren 1960, waarbij de studenten bezoek brachten aan operahuizen en modeateliers van the Royal College of Art, maar eveneens de youthquake ontwaarden in de straten van Londen, zoals in de befaamde Carnaby Street. Haar eigen blik op mode werd door haar klassieke, burgerlijke stijl ingegeven, alsook door haar achtergrond in muziek en schilderkunst. Componeren en compositie waren belangrijke waarden: “Wees zoals Mozart, in harmonie. Dat lijkt gemakkelijk, maar niets is moeilijker.”
Bij de eerste generatie studenten die studeerden onder Mary Prijot waren onder andere Jo Wyckmans, Fred Debouvry, Linda Loppa en Phara van den Broeck. Daarna kwamen Bob Verhelst, Martin Margiela, Walter Van Beirendonck, Ann Demeulemeester, Dirk Van Saene, Dries van Noten, Marina Yee en Dirk Bikkembergs.

#### Evolutie Curriculum
De modeopleiding zoals Prijot die samenstelde was gebaseerd op tekenen en vanaf 1966 ook op kostuumgeschiedenis, zoals Prijot in een interview zegt: “Aan de basis ligt kostuumgeschiedenis, het is belangrijk omdat daar alle elementen aanwezig zijn.” Omdat Prijot zelf geen modeopleiding genoot, focuste ze voornamelijk in haar eigen lessen op het beeldaspect van modeontwerp.
Tekenen bestond uit modetekenen en tekenen naar levend model. In het eerste jaar moesten de studenten voor het examen een ensemble bestaande uit twee stuks strandkleding en een avondkleed, allen uitgevoerd in linnen of baalkatoen. In het tweede jaar moesten zij een historisch kostuum namaken, zoals Prijot had gezien in Keulen. In het derde jaar moesten de studenten een folklore kostuum maken, met daarop gebaseerd een collectie van zeven silhouetten en drie kindermodellen. Het folklorekostuum was een intuïtief idee van de docente coupe Marthe Van Leemput, die Prijot bijstond sinds 1966. Van Leemput had dit idee gekregen na een vakantie in Griekenland. In het vierde en laatste jaar mochten de studenten een collectie ontwerpen met vrij thema.
Vanaf 1966 kwamen er ook theorielessen: kostuumgeschiedenis, maar ook wereldliteratuur, psychologie, en kunstgeschiedenis. “Tijdens de lessen kostuumgeschiedenis moesten studenten (een historische figuur, bijvoorbeeld) Marie-Antoinette tekenen, van wie Mary Prijot dan dia’s projecteerde en intussen college gaf (over de esthetische waarden en methoden van dat tijdperk). Vervolgens dienden de studenten naar eigen goeddunken een kostuum uit die periode te kiezen. Daarna moesten ze de afbeelding kopiëren waarna ze een hedendaagse (ontwerpschets gebaseerd op hun historische) tekening maakten.”
Nog vanaf 1966 werd er een afstudeershow georganiseerd in de refter van de school. Prijot streefde er naar dat er, naar Duits voorbeeld, een grotere show zou plaatsvinden om de vier jaar waarin al het werk van alle richtingen geïntegreerd getoond zou worden.
Wat mode betreft bestond het studiemateriaal uit Journal du Textile en l’Officiel Paris: professionele en commerciële modebladen die de studenten klaarstoomden om draagbare, modieuze silhouetten te tekenen voor de Belgische confectie industrie.

#### Generatiekloof
“We zien een verschijnsel dat zich in de geschiedenis van het kostuum nooit heeft voorgedaan: er is geen klasseverschil meer… Dit is heel belangrijk in een wereld die tradities de rug toekeert. De jongeren gaan nog verder: weinig of geen verschil tussen de seksen; meisjes met pantalon, jongens met lang haar.”
Mary Prijot volgde en waardeerde de mode-evoluties, zoals de nieuwe mode die uit Londen kwam sinds de jaren 1960, vanwege haar democratische gehalte: “Anderdeels vind ik het wel positief dat mode nu echt iets is geworden voor iedereen. Vroeger behoorde zij tot de privileges van de rijken, nu kan de massa ook mee.” Toch speelde de straatmode van Antwerpen, Londen en Parijs geen substantiële rol in de opleiding, die was gebaseerd op Parijse chic. Net als haar tijdgenoten had Prijot heel precieze opvattingen over het samenspel van mode en cultuur. Als gevolg daarvan was ze een pleitbezorgster van een mode die zich binnen een conceptueel rigoureuze, maar creatief beperkte context situeerde.
In The New York Times, tekende Amy Spindler op:

There was only one good designer,and that was Chanel. And only one nice haircut, and that was a chignon, “ said Dries Van Noten. She reportedly sends Ann Demeulemeester to put her hair up when she dares to wear it down in class. From Prijot, the students get the most you could ever want from a fashion education: exacting standards and a force to rally against.
— Amy Spindler

De generatie van de Zes van Antwerpen en Martin Margiela, werden door Prijot’s discipline en onderlinge concurrentie gedreven. Zij keken naar het buitenland waar vele nieuwe bewegingen in de mode zich voltrokken zoals de nieuwe Japanse esthetiek van Rei Kawakubo van Comme des Garçons en Yohji Yamamoto, en de postmoderne, post-gender mode van Jean Paul Gaultier. De studenten wilden niet meer werken in de academische, tijdloze stijl van Prijot, wat tot een creatief conflict leed bij het afstuderen van de Zes van Antwerpen, die pleitten voor een afstudeershow met eigen muziek en professionele modellen met eigen haar- en make-up stijl per ontwerper.
“De studenten kozen partij voor of tegen hoofddocente Mary Prijot, die de moderne muziek, dramatische make up en getoupeerde haar afkeurde waarmee de studenten de show een professionelere uitstraling wilden geven. Ze ruzieden over de vier professionele modellen en wilden niet langer hun vrienden of klasgenoten als model, noch een plaat die voor iedereen samen werd gedraaid.” Ze kon het niet goedkeuren en gaf hen niet allemaal een goed eindcijfer.
In een interview met Flair magazine uit 1981 klaagden de studenten over de generatiekloof, en noemden de opleiding weinig uitdagend. Prijot van haar kant beschreef sommige van de ontwerpen van de generatie van de Zes van Antwerpen als spectaculair en carnavalesk.
Hoewel Prijot’s smaak erg verschilde van haar studenten, speelde zij een heel belangrijke rol in hun vorming als ontwerper: haar conceptuele kader gaf hen de fundamenten voor hun eigen invulling van de mode van hun generatie.
In 1982 ging Prijot op pensioen en duidde grafica Josette Janssens als opvolgster aan. Na haar vroegtijdig overlijden nam Linda Loppa de fakkel over.

## Prijzen en Onderscheidingen
- 1959: KASK Antwerpen, Prijs der Vriendschap, Prijs Club der XII
- 1961: KASK Antwerpen, Een Sinjoor
- 1962: “Prix Salon 1962”, Grand Prix de la Société de l’école française, Musée de l’Art Moderne, Paris
- 1962: Laureate C.L.A.N. prijs (Commerces de luxe anversois)
- 1966: Ridder in de Kroonorde, geschonken door Koning Boudewijn
- 1977: Ridder in de Leopoldsorde
- 1984: Prijs van de Vlaamse Gemeenschap (voormalige Prijs van Rome) voor een onderscheiden kunstenaarsloopbaan, afdeling Grafische Kunsten (150.000 Belgische frank)
- Stichtend lid van de American-Belgian Association